# Morris CS9
Morris CS9 — бронеавтомобіль британської армії часів Другої світової війни. Прототип побачив світ 1936 року, коли британський уряд вирішив замінити застарілі бронеавтомобілі. Його виготовила компанія Morris Commercial Cars — дочірнє підприємство компанії Morris Motors.
Бронеавтомобіль було збудовано на збільшеному на 15 дюймів шасі задньопривідного комерційного автомобіля Morris Commercial C9 вантажопідіймальністю до 750 кг. У відкритій згори башті було встановлено 13,97 мм протитанкову рушницю Boys Anti-tank Rifle, 7,71 мм ручний кулемет Bren чи 12,7 мм важкий кулемет Вікерс, димовий гранатомет. До 1938 року було виготовлено 99 бронеавтомобілів. Частину з них поставили на озброєння 12 кавалерійського полку уланів, де вони замінили панцирники Ланчестер, прийняті на озброєння при моторизації кавалерійських полків Британії 1928 року. У квітні 1939 року механізовані кавалерійські підрозділи і Королівський танковий корпус об'єднали в Королівський бронетанковий корпус. У складі Британських Експедиційних Сил полк брав участь у боях 1940 року у Франції, Фландрії, де зрештою втратив 38 машин. У боях в Північній Африці 30 бронеавтомобілів Morris CS9 разом з Rolls-Royce знаходились в складі 11 Гусарського полку, який механізували першим в Британській армії. Вони брали участь у Пустельній війні проти 10-ї італійської армії і використовувались до 1941—1943 років, причому декілька захоплених Morris CS9 використовувалось німецьким і італійським військами.